# Tim Walz
Timothy James Walz, detto Tim (West Point, 6 aprile 1964), è un politico statunitense, governatore del Minnesota dal 2019 e in precedenza membro della Camera dei Rappresentanti per lo stesso stato dal 2007 al 2019.
Nel 2024 fu indicato dalla candidata Presidente degli Stati Uniti d'America e vicepresidente uscente Kamala Harris come suo candidato vicepresidente per il Partito Democratico in vista delle elezioni presidenziali di quell'anno.

## Biografia
Tim Walz nasce a West Point, nel Nebraska, da Darlene Rose Reiman e James Walz, rispettivamente una casalinga e un impiegato di una scuola pubblica. Walz e i suoi 3 fratelli trascorrono i primi anni di vita a Valentine, un paese nel nord-ovest del Nebraska, per poi trasferirsi a Butte, per avvicinarsi ai nonni. Nel 1983, mentre Tim frequenta il liceo, il padre di Walz muore per un cancro ai polmoni rilevato l'anno precedente. Walz termina il liceo e successivamente ottiene una prima laurea in scienze politiche al Chadron State College, e nel 2001 un master in leadership educativa dall'Università Statale del Minnesota.

### Carriera educativa
Terminato il Chadron State College, Walz accetta un incarico da insegnante per la ONG WorldTeach in Cina, e l'anno successivo torna in Nebraska per accettare una cattedra di professore e allenatore ad Alliance, dove conosce la sua futura moglie, Gwen, anche lei insegnante e collega di Walz nel plesso in cui entrambi lavoravano. Dopo il matrimonio nel 1994, Walz e la moglie si trasferiscono a Mankato, in Minnesota, paese di origine della moglie, dove Walz viene assunto come professore di geografia e allenatore della squadra di football della Mankato West High School. Proprio durante l'insegnamento, Walz ha portato avanti molte decisioni volte all'inclusione, come ad esempio un'alleanza gay-etero nella squadra di cui era allenatore.

### Carriera militare

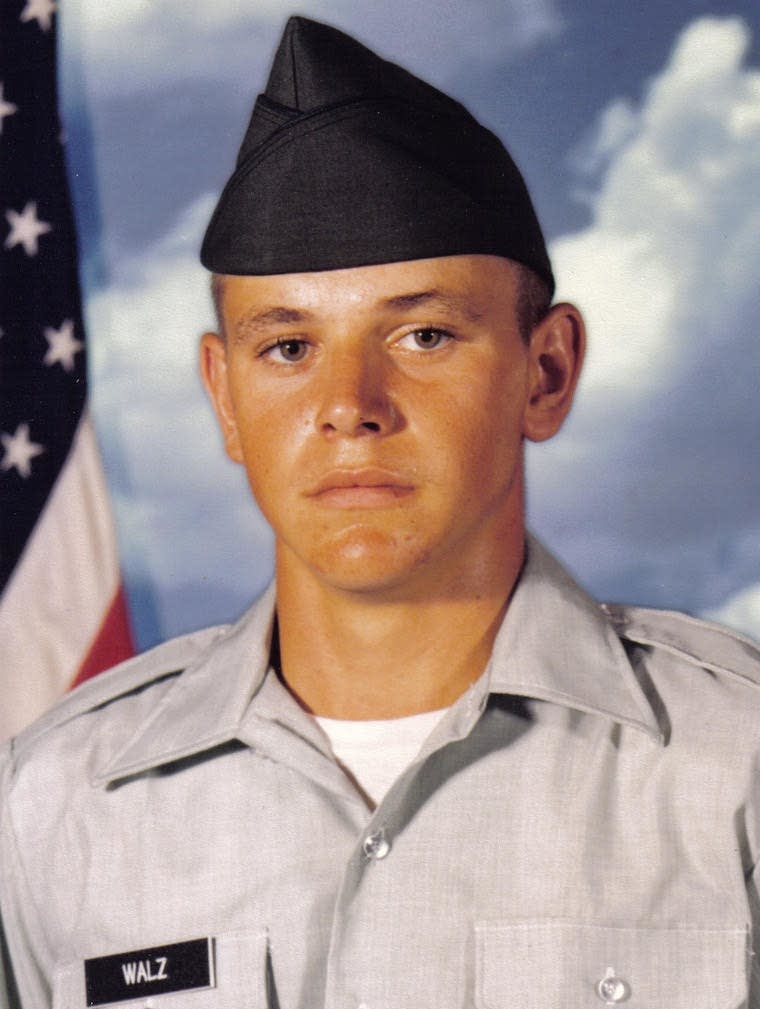
Un giovane Tim Walz nel 1981, nella base di Fort Benning, Georgia.

Dopo gli studi, nel 1981, Walz si arruola nell'Army National Guard e vi presta servizio per ventiquattro anni, congedandosi con il grado di sergente maggiore. Durante la sua carriera militare, a Walz sono affidati incarichi in Arkansas, Texas, Circolo Polare Artico, New Ulm e altrove. Si addestra quindi nell'artiglieria pesante e lavora in incarichi di risposta ai disastri a seguito di inondazioni e tornado; viene dispiegato all'estero in servizio attivo per diversi mesi, anche se senza mai prendere parte a combattimenti. Nel 1989 ottiene il titolo di Cittadino-Soldato dell'anno del Nebraska. Dopo l'11 settembre Walz viene inviato per sei mesi in Europa per supportare l'Operazione Enduring Freedom. Le sue decorazioni includono l'Army Commendation Medal e due Army Achievement Medal. Walz raggiunge il grado di sergente maggiore comandante verso la fine del suo servizio, ma si ritira come sergente maggiore nel 2005 per motivi di beneficio, non avendo completato il corso di studi presso l'Accademia dei sergenti maggiori dell'Esercito Americano.

## Carriera politica

### Membro della Camera dei Rappresentanti per il Minnesota (2007-2019)
Dopo essere stato nominato nel 2004 coordinatore di contea per la campagna elettorale di John Kerry alla presidenza, Walz decide di iscriversi al Partito Democratico e al Partito Democratico-Contadino-Laburista del Minnesota (DFL), candidandosi nel 2006 alla Camera dei Rappresentanti contro il deputato repubblicano Gil Gutknecht. Walz riesce a sconfiggere Gutknecht il 7 novembre 2006 e il 3 gennaio 2007 assume le funzioni di rappresentante, per poi essere sempre riconfermato nelle elezioni generali del 2008, 2010, 2012, 2014 e 2016. Walz era riuscito a strappare ai repubblicani un loro importante distretto, facendo annoverare Gutkneck come il secondo GOP a perdere il primo distretto del Minnesota. 
La famosa testata Politico ha motivato le vittorie di Walz con l'essere stato "risoluto, moderato e instancabilmente difensore dei veterani", profilo che Walz effettivamente mantiene nei propri anni al Congresso, sostenendo proposte di legge moderate ma anche progressiste. Nel proprio periodo di permanenza alla Camera dei Rappresentanti, Walz ha servito nella Commissione Affari dei Veterani, nella Commissione Agricoltura e nella Commissione Servizi Armati; tra le sue proposte iniziali figurano il veto all'aumento delle truppe in Iraq, sostenuto insieme al collega Keith Ellison, la proposta di un salario minimo e il suo sostegno alla ricerca sulle cellule staminali. 
Walz si è opposto a una legge che proibiva le pratiche abortive finanziate a livello federale e ha sostenuto la continuazione delle operazioni militari in Iraq e Afghanistan, mentre si è opposto all'affossamento dell'Affordable Care Act, pur suggerendo alcune revisioni alla legge stessa. Per via delle sue posizioni progressiste ma concilianti, Walz ha ricevuto nel 2012 un voto del 100% da Planned Parenthood, ed è anche stato valutato come il settimo membro della Camera dei rappresentanti più bipartisan nel 114º Congresso e il più bipartisan del Minnesota.

### Governatore del Minnesota (2019-)

#### Primo mandato (2019-2023)

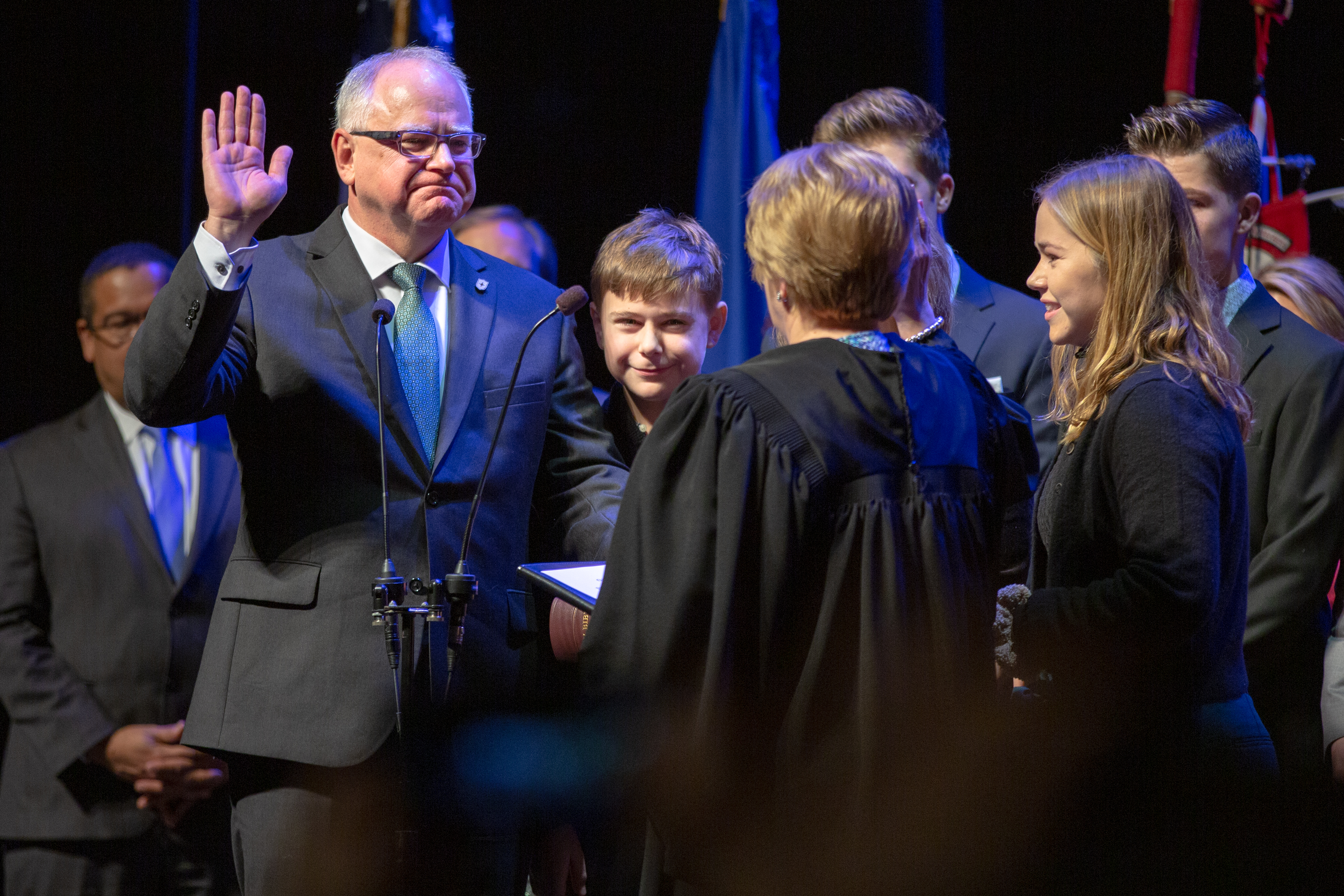
Tim Walz giura come 41º Governatore del Minnesota al Fitzgeral Theather a Saint Paul

Tim Walz non si ricandida alla Camera dei Rappresentanti per candidarsi con il DFL (affiliato del Partito Democratico in Minnesota) alla carica di Governatore del Minnesota, dopo che l'uscente Mark Dayton, anche lui membro del DFL, aveva annunciato di non concorrere per un terzo mandato. Dopo aver vinto le primarie nel DFL, Walz riesce il 6 novembre 2018 a vincere le elezioni governatoriali, sconfiggendo con il 53,8% dei voti il repubblicano Jeff Johnson, Commissario della contea di Hennepin, con il 42% delle preferenze.

#### Riforma della polizia (2020)
Walz assume le funzioni di Governatore del Minnesota il 7 gennaio 2019, e una delle proposte politiche più in vista nel primo mandato di Walz è la riforma della polizia: la riforma risale al 2020, dopo la morte di George Floyd, cittadino statunitense deceduto a Minneapolis dopo che un agente di polizia era rimasto diversi minuti con il proprio ginocchio sul collo di Floyd. Walz e la vicegovernatrice Peggy Flanagan dichiararono che "la mancanza di umanità in questo video inquietante è disgustosa. Otterremo risposte e cercheremo giustizia" , ritenendo urgente una riforma della polizia che vietasse abusi di potere come nel caso in questione.
Il 21 luglio 2020, Walz riesce a vedere approvata la propria riforma, seppur leggermente rivista rispetto alla prima stesura, che non era passata al Senato del Minnesota; la nuova riforma vieta agli agenti di praticare prese al collo se l'ufficiale non è in pericolo di vita, istituendo inoltre una categoria di agenti preposti alla gestione di individui con problemi di personalità o autistici.

#### Secondo mandato (2023-)
Walz concorre per un secondo mandato da Governatore e, dopo aver vinto le primarie del DFL del 9 agosto 2022, riesce a sconfiggere con il 52,3% dei voti l'avversario repubblicano Scott Jensen., fermo al 44,6% delle preferenze. Sebbene Jensen abbia leggermente ridotto il vantaggio di Walz rispetto al 2018, non è riuscito a superarlo nell'area metropolitana di Saint Paul, da sempre una roccaforte del DFL. 

#### 93ª legislatura del Minnesota (2023)
La 93ª legislatura del Minnesota, in sessione da gennaio a maggio 2023, è stata la prima legislatura ad essere completamente controllata dal DFL dall'88a legislatura del Minnesota nel 2013-2015. Ha approvato diverse importanti riforme di legge del Minnesota, tra cui l'obbligo di congedo retribuito, il divieto di accordi di non concorrenza, la legalizzazione della cannabis, l'aumento della spesa per infrastrutture e questioni ambientali, modifiche fiscali, la codificazione dei diritti all'aborto, pasti scolastici gratuiti universali e controlli universali dei precedenti penali per possesso di armi (background check).
Lo stesso Governatore Walz ha definito la 93esima legislatura come "la più produttiva legislatura nella storia del Minnesota".

### Candidato alla Vicepresidenza degli Stati Uniti d'America (2024)
Il 6 agosto 2024, dopo 2 settimane dalla rinuncia di Joe Biden alla corsa verso un secondo mandato alla Casa Bianca, la Vicepresidente Kamala Harris, candidata Presidente alle elezioni presidenziali del 2024, annuncia di aver scelto Walz come suo candidato Vicepresidente, componendo il ticket del Partito Democratico.

## Posizioni politiche

### Questioni sociali

#### Cannabis

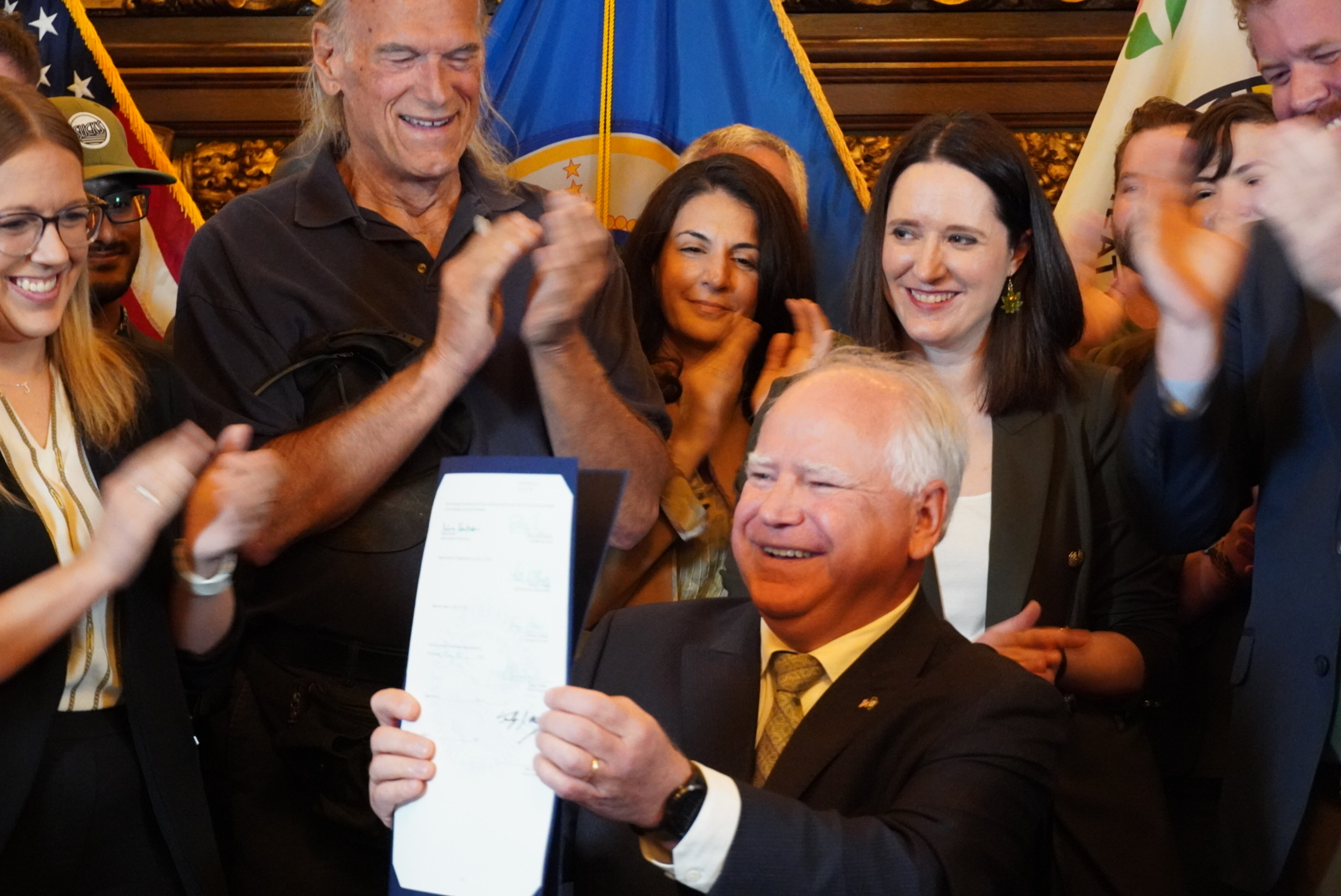
Il Governatore del Minnesota Walz firma la legge che consente l'uso di cannabis ricreativa, con alle sue spalle anche l'ex Governatore Jesse Ventura. 30 maggio 2023

Tim Walz sostiene il diritto all'uso di cannabis ricreativa, e ha ribadito molte volte il proprio sostegno alla questione: nel 2017, Walz affermò che "Abbiamo l'opportunità in Minnesota di sostituire l'attuale politica fallita con una che crei entrate fiscali, crei posti di lavoro, crei opportunità per i minnesotani, protegga i bambini del Minnesota e si fidi degli adulti per prendere decisioni personali basate sulle loro libertà personali". Inoltre, nel 2023 Walz ha firmato una legge che legalizza l'utilizzo di cannabis ricreativa nel Minnesota.

#### Diritti civili
Walz è inoltre un sostenitore dei diritti civili. Nel 2009 Walz ha ribadito la propria contrarietà a proseguire con un approccio della politica Don't ask, don't tell, e ha anche votato a favore del Matthew Shepard Act e del Sexual Orientation Employment Nondiscrimination Act. Nel 2011, inoltre, Walz ha votato a favore del Respect for Marriage Act (legge federale che riconosce i matrimoni tra persone dello stesso sesso). Nel 2023 ha firmato un progetto di legge che vieta la pratica della terapia di conversione e un altro che proteggeva l'assistenza al percorso di affermazione di genere in Minnesota.

#### Aborto
Walz è un pieno sostenitore del diritto all'aborto, con un punteggio del 100% secondo l'organizzazione Planned Parenthood.

#### Armi
Durante la propria esperienza alla Camera dei Rappresentanti, Walz si presentava come un difensore dei diritti delle armi, essendo stato sostenuto anche dal NRA Political Victory Fund, un PAC affiliato alla National Rifle Association. Nel periodo successivo alla strage della Parkland High School, Walz ha denunciato la NRA con un articolo di giornale e ha devoluto l'intera somma di denaro a lui donata dalla NRA alla Fallen Heroes Fund (organizzazione che si occupa di assistere persone affette da trauma cranico e stress post traumatico, specialmente dopo sparatorie e violenze armate). Successivamente e tuttora, Walz sostiene la regolamentazione sull'uso delle armi, e da Governatore ha esteso i controlli dei Background Check. 

### Istruzione
Walz ha lavorato come insegnante in una scuola pubblica per 20 anni, e ha diverse volte espresso posizioni sull'istruzione. Ad esempio si è detto contrario al merito retributivo agli insegnanti, mentre ha sostenuto il Recovery and Reinvestiment Act, sottolineando come vi siano molti soldi destinati alle strutture pubbliche. Inoltre, Walz si è detto favorevole all'abbassamento delle tasse universitarie e il 12 febbraio 2009 Walz ha tenuto un discorso, nel quale ha dichiarato quanto segue: "Per garantire una solida base per il futuro economico [degli Stati Uniti d'America] [...] si deve fornire la migliore istruzione possibile per i bambini [statunitensi]". Walz ha ricevuto un forte sostegno per queste politiche da molti gruppi di interesse, tra cui la National Education Association, l'American Association of University Women e la National Association of Elementary School Principals. 

### Economia
Durante la crisi economica del 2008, Walz si è ripetutamente espresso contro l'utilizzo di denaro dei contribuenti per salvare le istituzioni finanziarie; a fine settembre, ha votato contro il disegno di legge TARP da 700 miliardi di dollari, che ha acquistato asset in difficoltà da queste istituzioni. Subito dopo l'approvazione del provvedimento, Walz ha dichiarato: "Il disegno di legge su cui abbiamo votato oggi scarica la responsabilità quando si tratta di recuperare le perdite che i contribuenti potrebbero subire. Mi rammarico anche che questo disegno di legge non faccia abbastanza per aiutare i proprietari di case medi o per fornire una supervisione sufficiente di Wall Street". 
Sempre nel dicembre 2008, Walz ha votato contro una legge che avrebbe devoluto 14 miliardi di dollari dal governo federale per mantenere i 2 principali gruppi automobilistici del Paese, General Motors e Chrysler Group, commentando che il governo non avrebbe dovuto essere implicato in decisioni interne alle 2 aziende.
Nel 2009 Walz ha votato compatto con i colleghi democratici per far approvare l'American Recovery and Reinvestment Act, e da membro della Commissione Trasporti, Walz si è impegnato con i colleghi per "Fare della creazione di posti di lavoro attraverso investimenti in infrastrutture pubbliche come strade, ponti ed energia pulita la pietra miliare del piano di ripresa economica". Walz si è inoltre impegnato a sostenere i settori più presenti nel proprio distretto elettorale, composto soprattutto da industrie, piccoli esercizi commerciali e aziende agricole. A tal proposito, Walz ha invitato ad assistere gli allevatori di suini e bovini nel fronteggiare la diminuzione delle offerte del proprio latte.

### Conflitto israelo-palestinese
Walz ha ordinato che tutte le bandiere delle istituzioni pubbliche in Minnesota venissero poste a mezz'asta dopo gli attacchi del 7 ottobre 2023, perpetrati da Hamas verso Israele, condannando il tragico evento.
Successivamente, dopo le primarie presidenziali del Partito Democratico in Minnesota del 2024, nelle quali il 19% ha espresso voto disimpegnato (Una sorta di alternativa tra i vari candidati, riassumibile come l'opzione "Nessuna delle precedenti"), Walz ha riconosciuto che quella percentuale ha svolto voto disimpegnato per protestare riguardo la gestione del conflitto, e successivamente ha definito quei votanti come "cittadini civilmente impegnati".
Dopo le proteste negli Stati Uniti d'America sulla guerra a Gaza, Walz ha dichiarato: "Questo problema è una crisi umanitaria. Hanno tutto il diritto di essere ascoltati... Queste persone chiedono un cambiamento di rotta, chiedono che venga esercitata più pressione su... Si possono sostenere cose contrastanti: che Israele ha il diritto di difendersi e che le atrocità del 7 ottobre sono inaccettabili, ma che i civili palestinesi siano intrappolati in questo... deve finire". Walz si è anche detto favorevole a un cessate il fuoco.